# Себастијен Скилачи
Себастијен Жан Баптист Скилачи (фр. Sébastien Jean-Baptiste Squillaci; Тулон, 11. август 1980) је бивши француски фудбалер корзиканског порекла. Игра0 је на позицији одбрамбеног играча.

## Успеси
Ајачо
- Друга лига Француске  (1) : 2001/02.[5]

 Монако
- Лига куп Француске (1) : 2002/03.[6]
- УЕФА Лига шампиона: (финале: 2003/04)[7]

 Олимпик Лион
- Прва лига Француске (2) : 2006/07,[8] 2007/08.[9]
- Куп Француске (1) : 2007/08.[10]
- Суперкуп Француске (1) : 2006.[11]
- Лига куп Француске: (финале: 2006/07)[12]

 Севиља
- Куп Шпаније (1) : 2009/10.[13]
- Суперкуп Шпаније: (финале: 2010)[14]

 Арсенал
- Лига куп Енглеске: (финале: 2010/11)[15]

 Бастија
- Лига куп Француске: (финале: 2014/15)[16]

Појединачни
- Идеални тим Прве лиге Француске: 2003/04.[17]